# ドゥナウーイヴァーロシュ
ドゥナウーイヴァーロシュ （マジャル語:Dunaújváros、ドイツ語:Neustadt an der Donau、1951年までDunapentele、1961年までSztálinváros）は、ハンガリー、フェイェール県の都市。ドナウ川の右岸にあり、首都ブダペストの南およそ67km地点である。

## 歴史
先史時代から人の定住があった。ローマの遠征軍は、この地にIntercisaという駐屯地をつくっていた。10世紀初頭、マジャル族がパンノニアへ侵入、統一国家を形成した。ドゥナウーイヴァーロシュの前身である定住地がアールパード王時代に既にあったことが、発掘調査で判明している。のちに地名となるDunapenteleのペンテレ（pentele）とは、ギリシャ出身のキリスト教聖職者聖パンテレイモンにちなんだもので、市内にある聖パンテレイモン修道院もこの聖人につながる名である。
15年戦争（en）のさなかであった1541年から1688年まで、村はオスマン帝国の支配下にあった。この時代に村は打ち捨てられ、誰も住む者はなかった。トルコ支配からの解放後、ドナウ川沿岸の定住地がそうであったように、ペンテレのマジャル人人口は移住してきたセルビア人にとってかわった。農奴たちがドナウ川沿いの村でラバンコク（親ハプスブルクの兵士）として仕えることを拒絶すると、ペンテレはドイツの支配下におかれ、再び見捨てられた。ペンテレのセルビア人住民は、ラーコーツィの独立戦争に参加したため、マジャル人移住者もなく戦後激減した。
第二次世界大戦中、町は爆撃で被害を受けた。
ハンガリー人民労働者党中央委員会は、1949年に鉄鋼コンビナートで重工業に従事する労働者のための住宅を建設することを決めた。1950年代に五カ年計画で始まった都市建設において、市はスターリンの都市を意味するスターリンヴァーロシュ（Sztálinváros）と呼ばれた。

## 姉妹都市
- エルバサン、アルバニア
- ジュルジュ、ルーマニア
- リンツ、オーストリア
- ヴィルジュイフ、フランス
- テルニ、イタリア
- シリストラ、ブルガリア
- イネギョル、トルコ
- スレムスカ・ミトロヴィツァ、セルビア
- アルチェフスク、ウクライナ